# Курманджі (народ)
Курманджі (курд. Kurmancî, kirmanckî) — історична самоназва курдського народу. Останнім часом так себе називають кілька етнічних груп курдів, не всі з яких говорять на діалекті курманджі. 
Курдська мова ділиться на кілька великих діалектів, одним з них є діалект курманджі, на якому говорять курди колишнього СРСР. Основний ареал його поширення — турецька, іранська та сирійська частини Курдистану. Абсолютна більшість курдів цих регіонів називає себе «курманджі», при цьому чітко усвідомлюючи себе етнічними курдами. Відомі курдські історики Шараф Хан Бідлісі (2-82), Мах Шараф Ханум Курдистані (3-47) і Хусрав ібн Мухаммад (4-100) ділять курдів на чотири групи (таіфе), «чия мова та звичаї різняться» : «курманджі», «лур», «кальхор» (Мах Шараф Ханум та Хусрав ібн Мухаммад місце «Кальхор» називають «Бані Ардалан», маючи на увазі під останнім усіх ардаланських курдів) та «гуран» («горани»). Ардаланські курди своїх безпосередніх сусідів — курдів-бабанів називали «курмандж» або «курманджі», а себе — курдами. У науковій літературі діалект, на якому розмовляють курди-бабани, прийнято називати сорані (соранійським) на відміну від курманджі, мови курдів Північно-Західного Курдистану (3-194). Незважаючи на те, що діалект сорані входить у південно-курдську діалектову групу, бабани продовжують називати себе «курманджі», і це викликає особливу цікавість вчених етнографів та лінгвістів. 
На думку М. Марра, слово «курманджі» — давнього походження та означає «країна мідійців». 